# Vliegende Hollander (schommel)
De Vliegende Hollander, ook wel familieschommel of Engelse schommel geheten, is een speeltoestel in de vorm van een groepsschommel, waarbij de mensen in een 'treintje' achter elkaar zitten. Het toestel verschilt daarmee van een reguliere schommel, die doorgaans slechts geschikt is voor één persoon. De schommel wordt heen en weer bewogen door de personen die erop zitten.

## Nederland
In Nederland is het toestel in diverse speeltuinen te vinden.

## België
In België was dit speeltoestel eveneens een bekend onderdeel van speeltuinen, maar in 2015 werd het landelijk verboden.
De reden die bij het verbod gegeven werd was dat het toestel traag op gang komt en niet abrupt kan stoppen, waardoor de veiligheid niet gegarandeerd kan worden als iemand eraf valt of te dichtbij komt.